# Onegai Twins
Onegai Twins (яп. おねがい☆ツインズ Онэгай Цуиндзу) — аниме-сериал производства компании Bandai Visual, который был затем адаптирован в «лёгкую новеллу» и мангу.

## Сюжет
Парень по имени Майку жил в приюте, и он ничего не знал о своих родителях. Единственное, что у него было — это фотография с изображением его и девочки (им там около двух лет) возле какого-то дома.
В новостях про НЛО, Майку там увидел этот дом с фотографии. Он накопил денег, и переехал туда.
Но однажды в его дверь постучались незнакомки, одна из которых может оказаться его сестрой, так как у каждой из них есть такая же фотография…

## Персонажи
Главные герои: Майку Камисиро, и его «сестры» — Мияфудзи Миина и Онодэра Карэн.
Также часто встречаются старые персонажи из Onegai Teacher.

## Названия эпизодов
01 — The Twins are Three People

02 — We May Be Blood Relatives

03 — We May Be Strangers

04 — Be Nice to You

05 — Do You Like Girls?

06 — Love Alliance

07 — Making Memories

08 — Love should Be Honest

09 — Don’t Get in Our Way!

10 — We’d Like to Run Again

11 — We Want to Tell You We Like You

12 — Three People Twins

OVA — The Summer hasn’t Ended